# Estreito de Macáçar

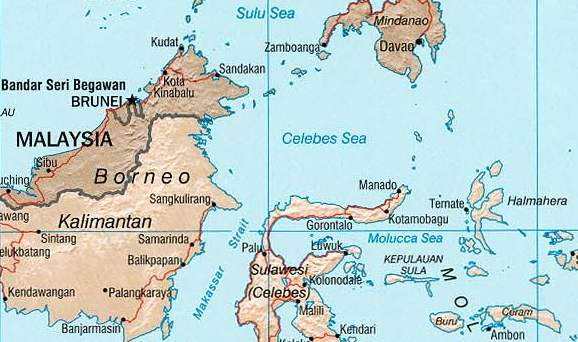
Mapa das ilhas de Bornéu e Celebes com a localização do estreito de Macáçar.

O Estreito de Macáçar (Selat Makassar, em indonésio) é um canal natural, localizado entre as ilhas de Bornéu e Celebes, que liga o mar de Celebes ao mar de Java. Os principais portos ao longo do estreito são Balikpapan, em Bornéu, e Macáçar e Palu, em Celebes. A cidade de Samarinda encontra-se a 48 km do estreito, rio acima em Bornéu.